# 일스
일스(Eels, 혹은 eels나 EELS로 표기하기도 한다)는 미국의 록 밴드로 1991년 로스 엔젤레스에서 싱어송라이터이자 다수의 악기를 다루는 마크 올리버 에버렛(예명 E)가 시작했다. 밴드 멤버들이 세월이 흐르면서 많이 교체되었고 에버렛만이 유일하게 바뀌지 않고 활동하고 있다. 일스의 음악은 종종 가족, 죽음, 짝사랑을 주제로 하고 있으며 1996년부터 13장의 정규 음반을 냈으며 이 중 7개가 빌보드 200 차트에 진입했다.

## 음악 경력

### E 솔로 음반
1991년 에베렛은 폴리돌 음반과 계약을 맺고 1년 뒤 E라는 이름으로 앨범 《A Man Called E》를 발매했고 싱글 <Hello Cruel World>가 약간의 성공을 거둔다. 앨범 홍보를 위해 E는 토리 에이모스의 오프닝으로 투어를 가졌다. 이어 1993년 《Broken Toy Shop》을 발매했고 같은 해 드러머 조나단 "부치" 노튼과 협업이 시작된다.

### 《Beautiful Freak》
부치와 E가 토미 월터를 만나게 되면서 공식적으로 일스가 시작된다. 밴드 이름인 "일스(EELS)"는 이전에 E라는 이름으로 낸 앨범들과 알파벳 순으로 비슷하게 위치하도록 위함이었는데 후에 이 중간에는 이글스(Eagles)나 어스 윈드 앤 파이어(Earth, Wind and Fire)등이 존재한다는 것을 뒤늦게 알아챘다. 일스는 엘리엇 스미스에 이어 드림웍스 레코드와 계약을 맺은 첫 번째 밴드이다.
1996년 고뇌에 찬 내용의 가사와 멜랑콜리한 팝 음악을 담은 데뷔 앨범 《Beautiful Freak》을 발매하였고 싱글 <Novocaine for the Soul>, <Susan's House>, <Your Lucky Day in Hell>이 어느 정도 미국 내와 국제적인 성공을 거두면서 1998년 브릿 어워드에서 최우수 국제 신인상을 받았다. 1996-97년에 걸쳐 대규모의 투어를 벌이면서 미국과 유럽에서 인지도를 쌓게 된다. 1997년 9월에 월터는 밴드를 탈퇴했다.
2001년 5월, 영화 <슈렉>의 사운드트랙에 <My Beloved Monster>가 들어갔다.

### 《Electro-Shock Blues》
《Beautiful Freak》이 성공을 거두는 가운데 E는 개인적으로 어려운 일들을 겪게 되었다. 누이가 자살을 했으며 어머니는 암 진단을 받았다. 이를 통해 1998년 나온 앨범이 《Electro-Shock Blues》로 자살, 죽음, 암과 같은 다루기 힘든 주제들이 담겼다. 아버지의 비극적인 죽음은 그의 어머니의 암과 누이의 자살로 더욱 심화되면서 그의 아버지인 휴 에버렛 3세에 대한 곡 <Baby Genius>이 만들어졌다.
이 앨범에는 존 브리온, 리사 저마노, 짐 제이콥슨, 그랜트-리 필립스, 더스트 브라더 마이클 심슨, T-본 버넷 등이 참여했다.
싱글로 나온 <Last Stop: This Town>은 약간의 성공을 거두었고 두 번째 싱글인 <Cancer for the Cure>는 영화 <아메리칸 뷰티> 사운드트랙에 담겼다.
공연은 삼인조로 진행되었고 탈퇴한 토미 월터 대신 아담 시걸이 영입되었다. 미국에서의 투어는 E의 어머니가 사망하면서 일부 취소되기도 했다. 그리고 이어진 유럽 투어에서는 펄프의 오프닝으로 공연을 했다.

### 《Daisies of the Galaxy》
2000년에 일스는 앨범 《Daisies of the Galaxy》를 발매했다. 녹음은 거의 E의 지하실에서 진행되었는데 이전 앨범에 비해 좀 더 밝아지고 긍정적인 분위기였다. 에버렛은 "《Electro-Shock Blues》 앨범이 이 세상이 받고 싶지 않은, 한밤중에 걸려온 전화라면 《Daisies of the Galaxy》는 맛있는 아침이 준비되었다는 호텔의 모닝콜이라고 할 수 있을 것이다"라고 표현했다. 이 앨범에는 마이클 심슨(더스트 브라더스)와 그랜트-리 필립스, 피터 벅(R.E.M.)이 참여했다.
첫 번째 싱글로 나온 <Mr. E's Beautiful Blues>는 심슨과 함께 쓴 곡으로 원래는 앨범에 넣으려던 것이 아니었는데 음반사에서 고집해서 들어가게 되었다. 그래서 곡목에 들어가지 않고 보너스 트랙으로 첨가되었고 다른 곡들이 끝난 후 20초가 지나서야 나온다.
앨범 홍보를 위한 투어가 미국가 유럽에서 진행되었고 처음으로 호주에도 가게 되었다. 이번에는 리사 게르마노와 프로빈 그레고리 등이 참여하여 6인조로 구성되었다. 단독 공연 뿐 아니라 피오나 애플의 오프닝으로도 투어는 이루어졌다.

### 《Souljacker》와 《Shootenanny!》
2001년에 나온 앨범 《Souljacker and Shootenanny!》는 이전 앨범인 《Daisies of the Galaxy》보다 더 강한 록 풍의 사운드를 기반으로 했다. PJ 하비의 밴드에 있던 존 파리시가 공동 작곡으로 대부분의 곡들에 참여했고 기타를 연주했고 투어 전반부에도 합류했다가 아버지가 되면서 조 고어로 교체되었다. 쿨 G 머더는 베이스와 키보드로 투어에 참여했다.
2003년에는 《Shootenanny!》 앨범이 나왔는데 스튜디오에서 라이브로 열흘 만에 제작되었다.
드러머는 부치에서 푸딘으로 교체되었고 2003년 투어 멤버는 E와 함께 골든보이(기타), 쿨 G 머더(베이스), 푸딘(드럼)으로 진행되었다. 같은 해 E는 영화 <레버티>의 음악을 작곡했다.

### 《Blinking Lights and Other Revelations》

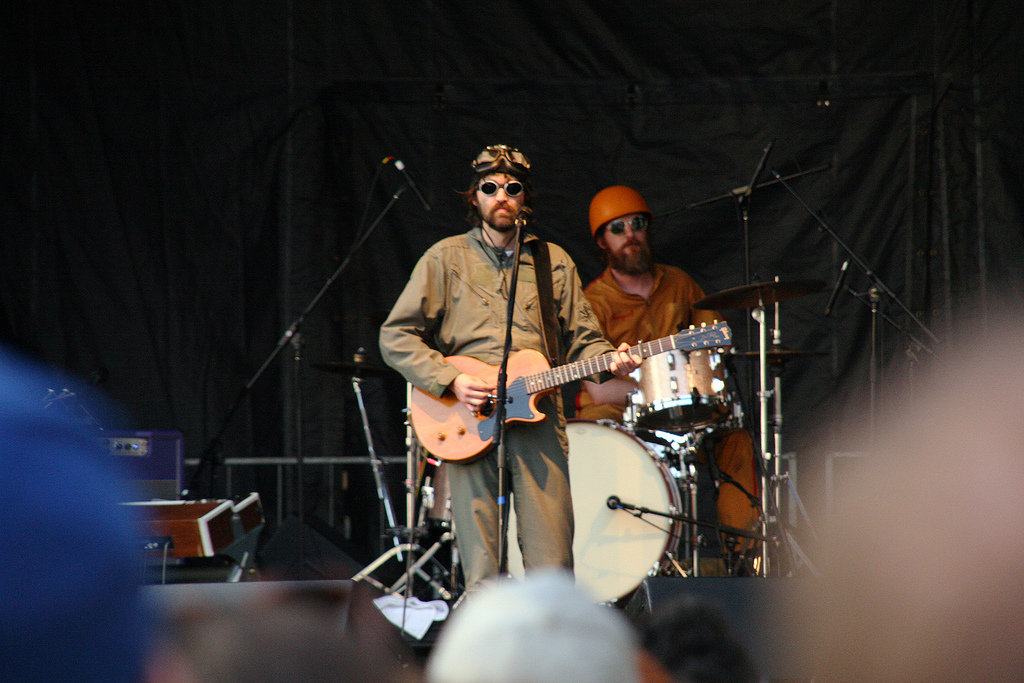
2006년 공연 중인 일스

2005년 일스는 새로이 계약한 바그란트 레코드와의 첫 앨범 《Blinking Lights and Other Revelations》를 발매했는데 33곡이 담긴 더블 앨범이었고 톰 웨이츠, 피터 벅, 존 세바스찬, 짐 제이콥슨, 부치 등이 참여했다.
앨범을 위한 투어에는 일스 위드 스트링스라는 이름 하에 E가 어쿠스틱 기타와 오르간, 피아노로, 알렌 '빅 알' 헌터가 피아노와 업라이트 베이스로, 제프리 라이스터가 기타, 만돌린, 페달 스틸, 톱, 드럼으로 참여했고 현악 사중주로 팔로마 우도빅(바이올린), 줄리 카펜터(바이올린), 헤더 락키(비올라), 아나 렌찬틴(첼로)가 함께 했다. 이 투어 중 뉴욕에서 했던 공연이 라이브 앨범 《Eels with Strings: Live at Town Hall》로 발매되었다.

### 《Meet the Eels: Essential Eels Vol. I 》과 《Useless Trinkets》
2008년 초 일스는 처음으로 히트곡 모음집 《Meet the Eels: Essential Eels Vol. I 》를 발매했다. 여기에는 B-사이드 곡들을 비롯하여 희귀 음원, 사운드트랙 싱글, 미발매 곡들이 포함되었고 일스가 10년간 발매했던 싱글들이 들어갔고 공연 DVD도 첨부되었다. 그리고 《Useless Trinkets》에는 50곡의 B-사이드 곡들과 희귀 음원에다 롤라팔루자 2006 공연 DVD로 구성되었다.
2008년 짐 캐리의 영화 <예스맨>의 사운드트랙에 아홉 개의 일스 곡들이 실렸다. 이 중에서 신곡인 <Man Up>도 포함되어 있다.

### 컨셉트 앨범 삼부작: 《Hombre Lobo》, 《End Times》, 《Tomorrow Morning》

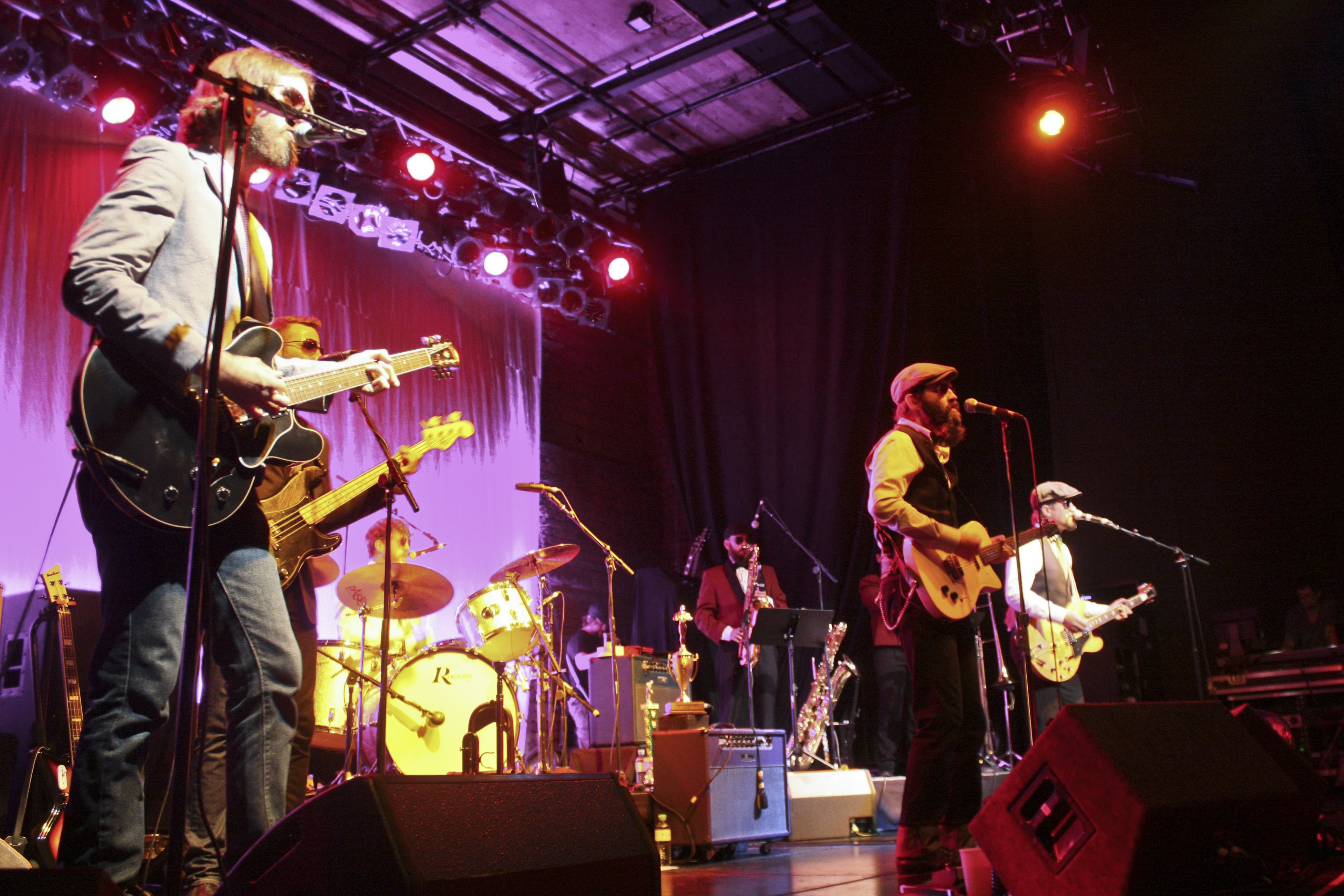
2011년 공연중인 일스

일스의 일곱 번째 정규 앨범인 《Hombre Lobo》는 2009년 6월에 발매되었고 12개의 신곡들로 이루어져 있었다. 앨범 제목은 스페인어로 "늑대인간"을 뜻하는데 이는 아마도 길게 수염을 기른 E의 모습에서 비롯되었을 수 있다.
2009년 10월 웹사이트를 통해 새로운 앨범 《End Times》가 발매 예정이라고 밝혔다. 이 앨범은 모두 4트랙 녹음기로 작업하였고 깨어진 사랑에 관한 주제로 곡들이 이루어졌다.
그리고 2010년 5월, 다음 앨범에 대해 예고하면서 《Hombre Lobo》, 《End Times》와 함께 삼부작이 완결된다고 했고 앨범들은 각각 욕망, 상실, 구원을 다루었다고 했다. 그러면서 2007년 이후 중단되었던 투어를 재개한다고 발표했다.

### 《Wonderful, Glorious》와 《The Cautionary Tales of Mark Oliver Everett》

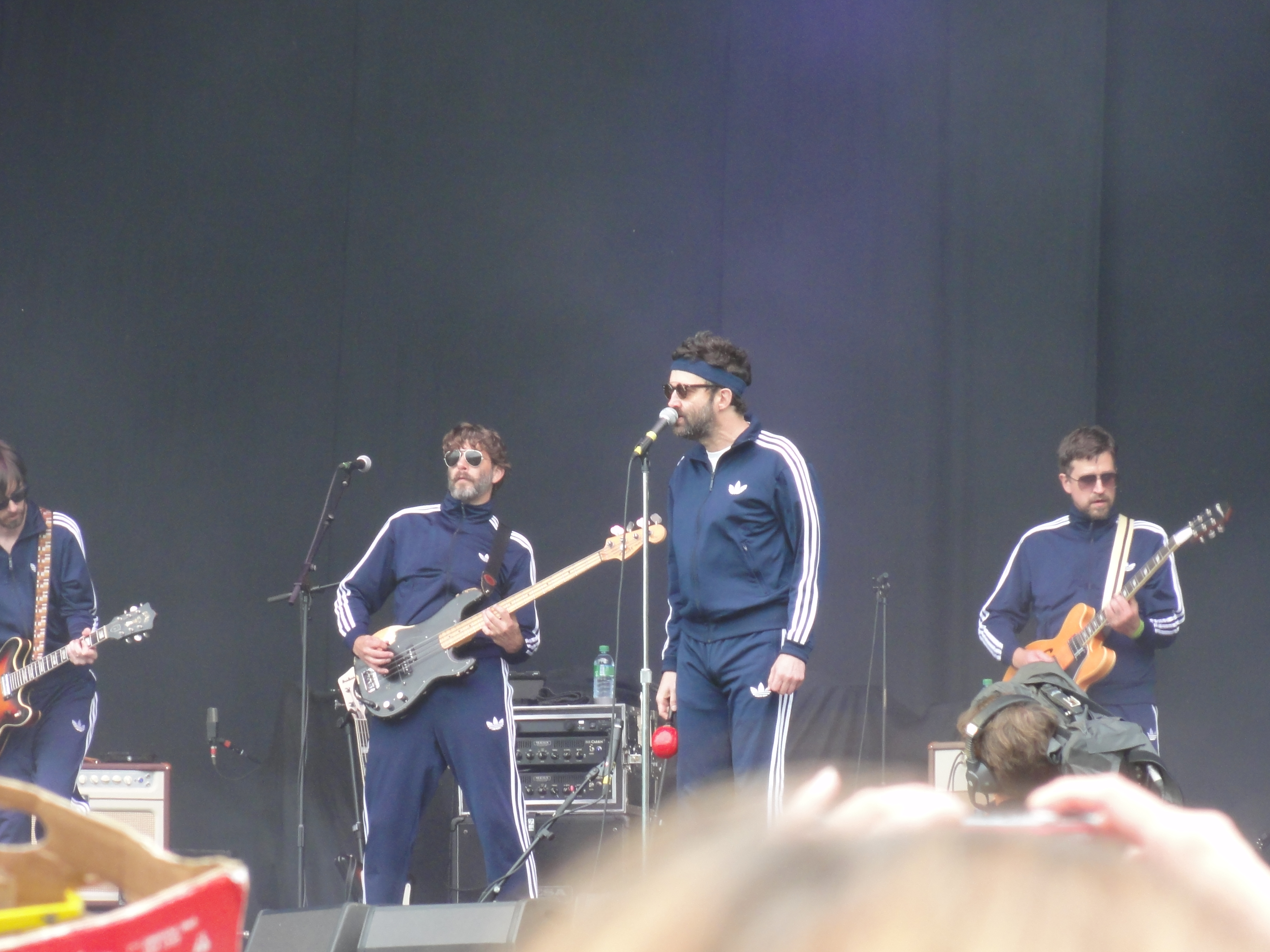
2013년 무대의상을 맞춰 입고 공연 중인 일스

2013년 2월에 일스의 열 번째 정규 앨범 《Wonderful, Glorious》가 발매되었고 2013년 3월에는 짐 캐리가 노래하는 <Cold Dead Hand>라는 패러디 뮤직 비디오를 버라이어티 프로그램인 <히호>에서 선보였다.
일스의 열 한 번째 정규앨범 《The Cautionary Tales of Mark Oliver Everett》이 2014년 4월에 E 웍스 레코드를 통해 발매되었고 로얄 알버트 홀에서 가졌던 공연이 2015년 4월에 DVD와 더블 앨범으로 나왔다.

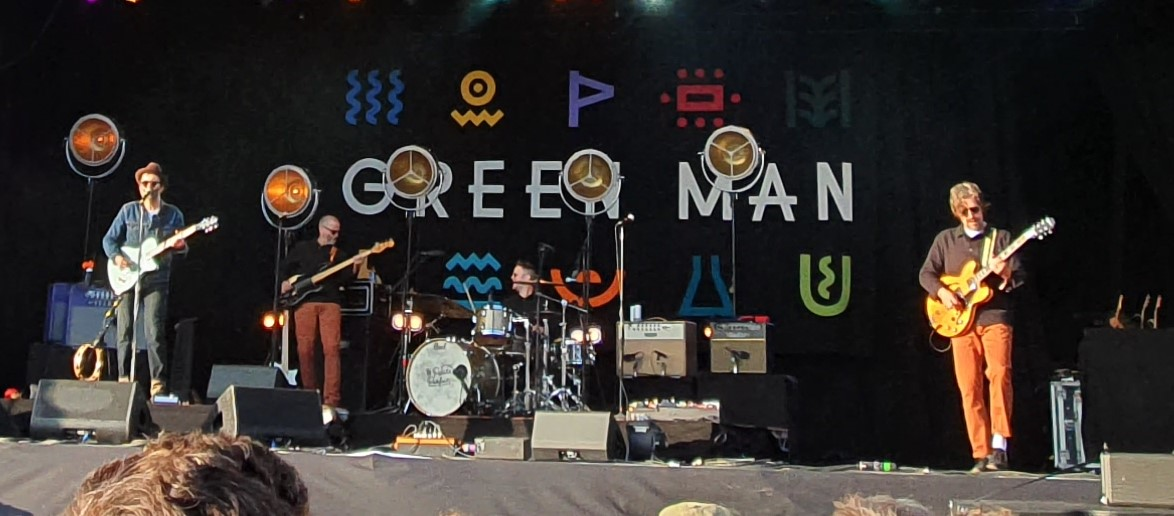
2019년 8월 그린맨 페스티벌에서 공연하는 일스

### 《The Deconstruction》과 《Earth to Dora》
2018년 1월에 일스는 열 두 번째 앨범 《The Deconstruction》를 4월에 발매할 예정이라고 발표했는데 4년 만의 정규 앨범이었다. 또한 5월 28일에 캘리포니아의 포모나에서부터 시작하는 미국과 유럽에 걸친 투어를 예고했다. 이 앨범은 여러 가지 스타일을 담았는데 대부분 삶을 돌아보며 잘못된 것들을 바로잡고 삶을 다시 세우는 내용으로 꾸며졌다. 싱글로는 타이틀곡과 함께 <Today is the Day>, <Premonition>, <Bone Dry>가 뽑혔다. 음악 스타일은 오케스트라 팝, 파워 팝, 사이키델릭 팝/록, 인디, 얼터너티브 록, 포스트 모던 록 등의 장르를 섭렵했다.

### 《Extreme Witchcraft》
2021년 9월 일스는 열 네 번째로 《Extreme Witchcraft》라는 제목의 앨범을 2022년 1월에 발매할 예정이라고 발표했다. 이 앨범은 E와 PJ 하비의 제작자인 존 파리시가 제작할 예정이라고 했는데 이는 《Souljacker》 이후 처음으로 함께 하는 작업이다.

## 멤버
일스는 리더인 E를 중심으로 멤버가 여러 차례 바뀌었는데 종종 앨범을 녹음한 멤버들과 공연 멤버들이 다른 경우들도 많았다.

## 앨범
E 앨범
- A Man Called E (1992)
- Broken Toy Shop (1993)

일스 앨범
- Beautiful Freak (1996)
- Electro-Shock Blues (1998)
- Daisies of the Galaxy (2000)
- Souljacker (2001)
- Shootenanny! (2003)
- Blinking Lights and Other Revelations (2005)
- Hombre Lobo (2009)
- End Times (2010)
- Tomorrow Morning (2010)
- Wonderful, Glorious (2013)
- The Cautionary Tales of Mark Oliver Everett (2014)
- The Deconstruction (2018)
- Earth to Dora (2020)
- Extreme Witchcraft (2022)